# Атар Нишапури
Абу Хамид бин Абу Бакр Ибрахим (перс. ابو حامد بن ابوبکر ابراهیم; Нишапур, око 1145 − Нишапур, око 1221), познатији по својм књижевним псеудонимима Феридудин (перс.: فرید الدین) и Атар (перс.: عطار, аттар значи апотекар) био је персијски песник, теоретичар суфизма и хагиограф. Остварио је огроман и трајан утицај на персијску поезију и суфизам.

## Биографија
Информације о Атаровом животу су малобројне и штуре. Помиње се само код два своја савременика, Авфија и Тусија. Ипак, извори потврђују да је био из Нишапура, великог града средњевековног Хорасана (данас се налази на североистоку Ирана).
Према наводима швајцарског оријенталисте Бенедикта Реинара „чини се да он није био познат песник за свог живота, осим у сопственом граду, а као изванредан мистик, песник и мајстор нарације није откривен до петнаестог века.“ Такође, персијски мистички песник Руминаводи: „Атар је био дух, а Санаи његове очи, а након тога, смо ми дошли у њихову дружину“. У другој песми он наводи „Атар је превалио седам градова љубави, а ми смо тек на крају једне улице“.
Атар је, вероватно, био син успешног хемичара и стекао је одлично образовање из разних области. Његова дела нам говоре мало о његовом животу, али нам сведоче да се бавио апотекарством и лично бринуо о веома великом броју муштерија. Људи којима је помагао у апотеци су му поверавали своје недаће и то је Атара дубоко погађало. На крају је напустио своју апотеку и много путовао – у Багдад, Басру, Куфу, Меку, Медину, Дамаск, Харазм, Туркестан и Индију. На својим пропутовањима се упознавао са суфијским шејховима да би по повратку у родни град промовисао идеје суфизма.
Постоји доста спекулација око тога како се Атар упознао са суфизмом. Од свих познатих суфијских шејхова, за које се претпоставља да су били његови учитељи, једино постоји вероватноћа да је то био Маџдудин Багдади, ученик Наџмудина Кубре. Са сигурношћу се само зна да су се, према Атаровом личном сведочењу, једном сусрели. Било како било, може се са сигурношћу тврдити да је још од детињства, охрабрен од стране свог оца, Атар био заинтересован за суфизам, суфијске изреке и начин живота, као и да је њихове свеце сматрао својим духовним водичима. Атар је убијен када му је било 78 година у масакру који су Монголи починили у Нишапуру априла 1221. године. Данас се у Нишапуру налази његов маузолеј који је саградио владар, туркијскиј песник и филозоф Али-Шир Наваи у шеснаестом веку. Маузолеј је у потпуности реновиран 1940. године за време Резе Шаха Пахлавија.

## Учења
Идеје представљене у Атаровим делима одражавају целокупну еволуцију суфијског покрета. Полазна тачка је идеја да се очекивано одвајање душе од тела и њено враћање извору на оном свету могу искусити у овом животу у мистичком јединству које се достиже унутрашњим прочишћењем. Објашњавајући ове идеје, Атар користи материјал не само изричито из суфијских извора него и из старијег аскетског наслеђа. Иако су већина његових јунака суфије и аскете, он уноси и приче из историјских хроника, збирки анегдота и све друге врсте високоцењене књижевности. Његов таленат за сагледавање дубљих значења, која се крију иза спољашњег изгледа ствари, омогућава му да детаље из свакодневног живота претвори у илустрације својих мисли. Идиосинкразија Атарових представа обезвређује његова дела као извора за проучавање историјских личности које он помиње. Ипак, његова дела имају велику вредност као извори за хагиографију и феноменологију суфизма.
Судећи по Атаровим делима, он је приступио аристотеловском наслеђу са скептицизмом и одбојношћу. Занимљиво је да он није жело да открије тајне природе. Ово је нарочито уочљиво у случају медицине која се добро уклапала у поље његових стручних знања као апотекара. Он очигледно није имао мотива да говори о свом стручном знању, што је било уобичајно међу дворским панегиричарима чију врсту поезије је он презирао и никада је није писао. Стручна знања се појављују у његовим делима само у контексту где се тема приче дотиче природних наука.

## Поезија
Према истакнутом британском оријенталисти Едварду Г. Брауну, Атарова поезија, као и Румијева и Санаијева, обилује похвалама на рачун прве двојице халифа, Абу Бекра и Омара ибн ал-Хатаба који су омржени у шиитском мистицизму. Како сматра Анамари Шимел са Универзитета Харвард, тенденција да шиитски аутори присвајају Румија и Атара појачала се након увођења дванаестоимамског шиизма као државне религије у Сафавидском царству 1501. године.
У уводима Мохтар-наме (перс.: مختارنامه) и Хусрев-наме (перс.: خسرونامه), Атар наводи наслове својих других дела:
- Диван (перс.: دیوان)
- Асрар-наме (Спис о тајни, перс.: اسرارنامه)
- Говор птица (перс.: منطق الطیر)
- Мосибат-наме (Спис о ожалошћењу, перс.: مصیبت‌نامه)
- Елахи-наме (Спис о Божанском, перс.: الهی‌نامه)
- Џавахир-наме (Спис о драгуљима, перс.: جواهرنامه)
- Шарх ел-калб (Стања срца, перс.: شرح القلب)[12]

Он такође у уводу Мохтар-нама наводи да је сам уништио своја дела Џавахир-наме и Шарх ал-калб.
Иако савремени извори потврђују само Атарово ауторство Дивана и Говора птица, не постоје основе да се оспори аутентичност Мохтар-нама и Хусрев-нама и њихових предговора. Једно дело које недостаје на овом списку, Тазкират ал-авлија (Хагиологија), вероватно је изостављено јер је у питању прозно дело; приписивање овог дела Атару ретко се доводи у питање. У свом уводу Атар помиње и три своја друга дела, укључујући једно под називом Шарх ел-калб за које се претпоставља да је исто оно које је уништио. Судбина друга два поменута дела, Кашф ел-асрар (کشف الاسرار) и Марифат ел-нафс (معرفت النفس) није позната.

### Говор птица
Птице света предвођене пупавцем почињу потрагу за својим краљем Симургом. Њихова потрага их води кроз седам долина, а у првој од њих су суочене са стотину потешкоћа. Оне бивају стављене пред многа искушења док покушавају да се ослободе онога што им је драгоцено и да промене своје стање. Када су успеле у томе, затражиле су вино како би отупеле ефекте догме, веровања и неверовања на њихове животе. У другој долини, птице су одустале од разлога за љубав и жртвовале хиљаду срца како би наставиле своју потрагу за откривањем Симурга. Трећа долина збунила је птице, нарочито када су откриле да су њихова овоземаљска знања постала потпуно бескорисна и да је њихово разумевање постало амбивалентно:
„Наши путеви се разликују;
ниједна птица не зна тајне путеве којим лети друга птица.
Наше разумијевање долази кроз ишарете (знакове);
неки су михраб пронашли, а неки идоле.“
Четврта долина је долина невезаности, тј. невезаности за жељу да се поседује и жељу да се открије. Птице су овде почеле да осећају како су постале део универзума који је неповезан са њиховом физичком стварношћу. У њиховом новом свету, планете су мале као честице прашине, а слонови се не разликују од мрава. Тек када уђу у пету долину оне схватају да су јединство и разноликост исто. Важније од тога, схватиле су да је Бог изнад јединства, разноликости и вечности. Када су ушле у шесту долину птице су остале зачуђене лепотом Вољеног. Оне осећају пуно туге и утучености, осећају као да не знају ништа и ништа не разумеју. Нису свесне ни себе самих. Само је једна трећина птица стигла до Симурговог пребивалишта. Али Симурга ту није било ни на видику. Симургов слуга их је оставио да чекају Симурга довољно дуго да су птице схватиле да су оне саме си-мург – си (перс.: سی, „тридесет“) + мург (перс.: مرغ, „птица“). Седма долина је долина сиромаштва, заборавности, отупелости, глувоће и смрти. Садашњи и будући животи тридесет птица које су биле успешне постали су сенке које јури небеско Сунце. И оне, изгубљене у мору Његовог постојања, јесу Симург.

#### Седам долина Пута
Атар је описао седам етапа духовног путовања у Говору птица:
- Долина тражења, у којој путник почиње да одбацује све догме, веровања и заблуде.
- Долина љубави, где се одбацује разум зарад љубави.
- Долина спознаје, где светско знање постаје крајње бескорисно.
- Долина задовољства, у којој се све жеље и привржености свету одбацују. Овде оно што се претпоставља да је „стварност” нестаје.
- Долина јединства, у којој путник схвата да је све повезано и да је „Вољени” (Бог) изнад свега, укључујући хармонију, мноштво и вечност.
- Долина чуђења, где је, захваљујући лепоти „Вољеног”, путник постао збуњен и, обузет страхопоштовањем, схвата да он или она никада није ништа знао или схватио.
- Долина сиромаштва и уништења, где биће нестаје у свемиру и путник постаје ванвременско постојање.

#### Галерија Слика „Говор птица“
Колекција у Музеју уметности Метрополитан у Њујорку. Фолио из илустрованог рукописа из 1600. годихе. Слике су дела Хабибаллаха из Саве, у мастилу, непрозирним акварелом, златом и сребром на папиру, димензије 25,4 x 11,4 цм

### Тазкират ел-авлија (Хагиологија)
Ово је једино Атарово прозно дело. На њему је радио током великог дела свог живота и завршио га је пре смрти. У питању је биографија муслиманских светаца и мистика. Најупечатљивијим делом књиге се сматра онај где Атар говори о погубљењу Мансура ел-Халаџа, мистика који је у тренутку екстазе изговорио „Ја сам Истина“.

### Елахи-наме (Спис о Божанском)
Елахи-наме (Спис о Божанском, перс.: الهی نامه‎‎) је још једно познато Атарово поетско дело које садржи 6500 стихова. Када су у питању форма и садржај, постоје неке сличности са Говором птица. Ова књига говори о краљу који је суочен са материјалистичким и овоземаљским захтевима својих шест синова. Краљ покушава да покаже синовима да су њихове жеље ефемерне и бесмислене тако што им препричава велики број духовних прича.

### Мохтар-наме
Мохтар-наме (перс: مختار نامه‎‎), опширна збирка катрена, њих 2088. У овом делу је обрађена група кохерентних мистичких и религијских тема (потрага за јединством, осећај јединствености, дистанцирање од света, уништење, задивљеност, бол, свест о смрти, итд.) као и подједнако велика група тема типичних за лирску поезију наизглед еротске инспирације, коју је прихватила мистичка литература (љубавна патња, немогућност да се буде заједно, лепота вољене особе, стереотипи о љубавној причи као о слабости, плакање, растанак).

### Диван
Атаров Диван (перс.: دیوان عطار‎‎) се састоји скоро у целости од песама испеваних у форми газела („лирских“ песама), док је аутор своје рубаије (катрене) сакупио у поменутом делу Мохтар-наме. Диван такође садржи и неке касиде (оде), али оне чине мање од једне седмине овог дела. Атарове касиде се баве мистичким и етичким темама и моралним поукама. Понекад су састављене по узору на Санаија. Што се газела тиче, на први поглед се због вокабулара који је коришћен чини да су у питању само песме о љубави и вину, али уопштено у себи садрже духовна искуства и познати симболички језик класичног исламског суфизма. Атарова лирска поезија износи исте идеје садржане и у његовој епици. Његова лирска поезија се не разликује значајно у односу на његову приповедачку поезију, а исто се може рећи и за реторику и мотиве који се користе.

## Наслеђе

### Утицаји на Румија
Атар је један од најпознатијих мистичких песника Ирана. Његова дела била су инспирација Румију и многим другим песницима. Атар и Санаи су два аутора која су имала највећи утицај на Румија и његова суфијска гледишта. Руми са највећим поштовањем помиње њих двојицу неколико пута у својој поезији и каже:
„Атар је превалио девет градова љубави, а ми смо тек на крају једне улице“.

## Као апотекар
Атар је био псеудоним који је овај песник узео због своје професије. Атар значи травар, апотекар, продавац парфема или алхемичар. У време када је Атар живео велики део медицине и лекова у Персији је био базиран на биљу. Дакле, може се рећи да је његова професија била слична савременим лекарима или фармацеутима.

## У популарној култури
Неколико музичара има албуме или песме назване исто као и најпознатије Атарово дело, Говор птица, а у себи такође садрже и теме просветљења. Треба поменути да је албум џез басисте Дејва Холанда написан као метафотра његовог сопственог просветљења. Амерички Хеви метал бенд има такође албум насловљен Говор птица и који се бави изузетно езотеричким темама, често у метафорама летења, унутрашње визије, уништења себе и јединства са космосом.
Аргентински писац Хорхе Луис Борхес помиње заплет Говора птица у једној својој причи названој Приступ ел-Мутасиму,

## Атар на нашим просторима
Рукописи Атарових дела који су на наше просторе стигли посредством Османлија и данас се чувају у јавним и приватним библиотекама широм бивше Југославије.
Атарово најпознатије дело, Говор птица, преведено је и на наш језик и доживело је неколико издања. У Србији је Културни центар И.Р. Ирана је 2011. године објавио препев овог дела који је на превод Ахмеда Ананде препевао Слободан Ђуровић.